# 10 sprout
『10 sprout』（テン・スプラウト）は、日本の女優、歌手である黒川芽以の初のオリジナルアルバム。
2007年1月17日に発売。発売元はヤマハ・ミュージック・コミュニケーションズ。

## 解説
タイトルである「10 sprout」の由来は、“sprout”は黒川の名前にもあるように“芽”という意味で、10曲の芽（10 sprout）がアルバムを聴いた人の中で育っていくように、ということから名付けられた。黒川自身も作詞で6曲、作曲で3曲を担当している。「BLAST」がテレビ番組『やぐちひとり』のテーマソングとして使用されている。

## 収録曲
1. 今日のまま
（作詞・作曲:平松愛理 編曲:斉藤英夫）
2. そら色のスケッチブック（Sunny Day Remix）
　（作詞:黒川芽以 作曲:青柳慎太郎 編曲:古澤衛）
3. 泪の海（namida no umi）
　（作詞:丹羽多聞アンドリウ 作曲・編曲:遠藤浩二）
4. 笑顔の人
　（作詞・作曲:黒川芽以 編曲:BANANA ICE）
5. BLAST
　（作詞:黒川芽以 作曲・編曲:斉藤英夫）
6. 心の証
　（作詞・作曲:黒川芽以 編曲:佐藤朋生）
7. シアワセがふえるより哀しみをへらしたい
（作詞:黒川芽以・BANANA ICE 作曲・編曲:BANANA ICE）
8. ひとつだけ
　（作詞・作曲:矢野顕子 編曲:斉藤英夫）
9. ヒコーキ雲
　（作詞:丹羽多聞アンドリウ 作曲・編曲:遠藤浩二）
10. なんにもない
　（作詞・作曲:黒川芽以 編曲:BANANA ICE）